# Episodi di Gossip Girl: Acapulco
La prima e unica stagione della serie televisiva messicana Gossip Girl: Acapulco è stata trasmessa dal 5 agosto 2013 al 6 settembre 2013 sul canale pay Golden Premier, mentre dal 10 settembre è in onda su Telehit, dal 20 settembre negli Stati Uniti su UniMás e dall'11 novembre sul canale gratuito Canal 5.
In Italia è inedita.
| Nº | Titolo originale                | Titolo italiano | Prima TV Messico | Prima TV Italia |
| -- | ------------------------------- | --------------- | ---------------- | --------------- |
| 1  | Buenos días Acapulco            |                 | 5 agosto 2013    |                 |
| 2  | El reencuentro                  |                 | 6 agosto 2013    |                 |
| 3  | Pijamada                        |                 | 7 agosto 2013    |                 |
| 4  | Un nuevo amor                   |                 | 8 agosto 2013    |                 |
| 5  | Fuera máscaras                  |                 | 9 agosto 2013    |                 |
| 6  | Cara a cara                     |                 | 12 agosto 2013   |                 |
| 7  | Rostros vemos, fotos no sabemos |                 | 13 agosto 2013   |                 |
| 8  | El debut                        |                 | 14 agosto 2013   |                 |
| 9  | El padre Harold                 |                 | 15 agosto 2013   |                 |
| 10 | La caída                        |                 | 16 agosto 2013   |                 |
| 11 | El castigo                      |                 | 19 agosto 2013   |                 |
| 12 | Feliz cumpleaños                |                 | 20 agosto 2013   |                 |
| 13 | La inauguración                 |                 | 21 agosto 2013   |                 |
| 14 | 12 uvas                         |                 | 22 agosto 2013   |                 |
| 15 | Amistades perdidas              |                 | 23 agosto 2013   |                 |
| 16 | Pasarela de envidias            |                 | 26 agosto 2013   |                 |
| 17 | Una nueva enemiga               |                 | 27 agosto 2013   |                 |
| 18 | Borrando el pasado              |                 | 28 agosto 2013   |                 |
| 19 | Camino perdido                  |                 | 29 agosto 2013   |                 |
| 20 | Novia otra vez                  |                 | 30 agosto 2013   |                 |
| 21 | Bajo la tierra                  |                 | 2 settembre 2013 |                 |
| 22 | El fantasma de Max              |                 | 3 settembre 2013 |                 |
| 23 | La sustituta                    |                 | 4 settembre 2013 |                 |
| 24 | Prueba de vida                  |                 | 5 settembre 2013 |                 |
| 25 | Hasta pronto                    |                 | 6 settembre 2013 |                 |

## Buenos días Acapulco
- Titolo originale: Buenos días Acapulco
- Diretto da: Chava Cartas
- Scritto da: Melissa Palazuelos

### Trama
Dopo essere partita un anno prima senza dare spiegazioni, Sofía López-Haro torna improvvisamente ad Acapulco per far visita al fratello minore Eric, che ha tentato il suicidio. Il suo ritorno, annunciato dalla misteriosa twittera Gossip Girl, non viene preso bene da Bárbara Fuenmayor, gelosa del rapporto tra Sofía e il suo ragazzo, Nico de la Vega. Sofía la tranquillizza, fingendo di avere un appuntamento con un giovane appena incontrato in spiaggia, Daniel Parra, ma poco dopo Nico confessa a Bárbara di essere andato a letto con Sofía un anno prima a Capodanno e la coppia si lascia.
Mentre Sofía e Daniel escono a cena insieme, Jenny, sorella minore del ragazzo, viene invitata alla festa dei diciotto anni di Bárbara, dove viene avvicinata dall'ambiguo Max Zaga. Quando, tramite un sms, Daniel e Sofía scoprono che Jenny ha attirato l'attenzione di Max, la ragazza lo spinge ad andare in aiuto della sorella perché Max è un poco di buono. Intanto, il padre di Nico lo convince a riavvicinarsi a Bárbara, che riesce a riconquistare con un regalo speciale e una serenata. La festa viene parzialmente rovinata dall'arrivo di Daniel e Sofía, non invitati, che allontanano Jenny da Max: quest'ultimo viene preso a cazzotti e finisce in mare.
- Guest star: Eugenia Cauduro (Leonora Fuenmayor), Issabela Camil (Liliana López-Haro), Eduardo Victoria (Marcelo Parra), Lisset (Ana de la Vega), Christina Pastor (Dora), Polo Morín (Eric López-Haro), Aleks Syntek (se stesso), Roberto Palazuelos (Santiago de la Vega "El Capitán"), Fiona Palomo (Vivi), Costanza Mirko (Mandy), Ela Velden (Gaby), Harding Junior (Walter), José María Negri (cameriere).

## El reencuentro
- Titolo originale: El reencuentro
- Diretto da: Chava Cartas
- Scritto da: Melissa Palazuelos

### Trama
Mentre alla Harold's si organizza l'incontro annuale con i rettori delle migliori università del paese, Bárbara apprende da Max che Sofía frequenta El reencuentro, il centro di recupero per problemi di alcolismo e droga. Quando Bárbara scopre che Nico ha dato un appuntamento a Sofía nei dormitori della scuola durante l'evento, mentre lei gli aveva chiesto di stare lontano da Sofía, annuncia davanti a tutti gli invitati e ai rettori che l'associazione scolastica di cui è presidentessa farà una donazione a El reencuentro per aver aiutato Sofía a tornare pulita. Più tardi, nell'andare a prendere Jenny, che è entrata a far parte delle tirapiedi di Bárbara, Daniel dice a quest'ultima che a essere ricoverato a El reencuentro è il fratello di Sofía, che ha tentato il suicidio: Bárbara si pente, così, di aver messo in imbarazzo l'amica davanti a tutti, mentre Nico scopre che il padre fa uso di droga. Daniel, per aver picchiato Max durante la festa, viene ammonito e, per non essere espulso da scuola, comincia a frequentare un corso di controllo dell'ira a El reencuentro, con Max come supervisore.
- Guest star: Alexis Ayala (Emiliano Zaga), Issabela Camil (Liliana López-Haro), Eduardo Victoria (Marcelo Parra), Christina Pastor (Dora), Polo Morín (Eric López-Haro), Roberto Palazuelos (Santiago de la Vega "El Capitán"), Fiona Palomo (Vivi), Costanza Mirko (Mandy), Ela Velden (Gaby), Alejandro Villeli (dottor Ramírez), Sharon Zundel (dottoressa Esquivel), Lizetta Romo (preside), Harding Junior (Walter), Pablo Ferrel (rettore della Universidad Libre della Colombia).

## Pijamada
- Titolo originale: Pijamada
- Diretto da: Chava Cartas
- Scritto da: Melissa Palazuelos

### Trama
Dopo aver chiesto scusa a Sofía, Bárbara organizza l'annuale pigiama party a casa sua, al quale invita anche Jenny, che accetta, come parte del gioco, la scommessa di riuscire a far scappare Eric da El reencuentro. Dopo essere riuscita nell'intento, Bárbara la incoraggia a entrare in uno dei negozi di sua madre Leonora e provare uno dei vestiti in vetrina. Mentre Jenny si veste, però, le altre ragazze la chiudono dentro e se ne vanno, lasciandola con Eric. Intanto, Santiago de la Vega fa credere alla moglie che sia Nico a drogarsi, mentre Sofía e Daniel vanno a una festa in spiaggia.
- Guest star: Issabela Camil (Liliana López-Haro), Eduardo Victoria (Marcelo Parra), Lisset (Ana de la Vega), Polo Morín (Eric López-Haro), Rogelio Guerra (don César de la Vega), Roberto Palazuelos (Santiago de la Vega "El Capitán"), Fiona Palomo (Vivi), Costanza Mirko (Mandy), Ela Velden (Gaby), Sergio Castillo (Juancho), Harding Junior (Walter), Ricardo Baranda (surfista), Betty Moreno (infermiera).

## Un nuevo amor
- Titolo originale: Un nuevo amor
- Diretto da: Chava Cartas
- Scritto da: Víctor Franco

### Trama
Marcelo mette Jenny in castigo per essere entrata nel negozio di Leonora; quest'ultima, intanto, decide di usare Bárbara come volto della sua nuova linea di moda, ma la ragazza non è spontanea e decidono di sostituirla con Sofía. Quando la ragazza lo viene a sapere, si arrabbia molto, ma l'amica le assicura che non accetterà. Contemporaneamente, Liliana annuncia a Sofía ed Eric, dimesso dalla clinica, di avere una relazione con Emiliano Zaga, padre di Max. Daniel conclude il corso a El reencuentro, ma per andarsene ha bisogno la firma di Max, che gliela concede grazie all'aiuto di Sofía. Poco dopo aver baciato per la prima volta la ragazza, Daniel riceve la visita dell'amica Vanessa, appena tornata ad Acapulco, mentre Nico dice alla madre che è suo padre a fare uso di droghe.
- Guest star: Margarita Muñoz (Vanessa García), Alexis Ayala (Emiliano Zaga), Eugenia Cauduro (Leonora Fuenmayor), Issabela Camil (Liliana López-Haro), Eduardo Victoria (Marcelo Parra), Lisset (Ana de la Vega), Christina Pastor (Dora), Polo Morín (Eric López-Haro), Rogelio Guerra (don César de la Vega), Roberto Palazuelos (Santiago de la Vega "El Capitán"), Fiona Palomo (Vivi), Costanza Mirko (Mandy), Ela Velden (Gaby), Alejandro Villeli (dottor Ramírez), Sharon Zundel (dottoressa Esquivel), Sol Méndez (Isabel), Flavio Lezcano (Lorenzo).

## Fuera máscaras
- Titolo originale: Fuera máscaras
- Diretto da: Chava Cartas
- Scritto da: Genaro Quiroga

### Trama
Bárbara organizza una festa in maschera, durante la quale Nico, seguendo gli indizi, dovrà trovarla prima della mezzanotte: il ragazzo, però, distratto dai suoi sentimenti per Sofía, non s'impegna. Jenny, delusa per non essere stata invitata nonostante abbia aiutato moltissimo Bárbara nei preparativi, s'intrufola alla festa e scambia la sua maschera con quella di Sofía: Nico bacia così Jenny, credendo che sia Sofía, proprio di fronte agli occhi di Bárbara. Jenny fugge via sconvolta, mentre il ragazzo si rende conto di aver fatto un errore quando un attimo dopo incontra la vera Sofía. Bárbara, offesa dal comportamento di Nico, si allontana dalla festa e va in uno strip club insieme a Max, con il quale va a letto dopo essersi esibita in un numero di lap dance.
- Guest star: Margarita Muñoz (Vanessa García), Alexis Ayala (Emiliano Zaga), Issabela Camil (Liliana López-Haro), Eduardo Victoria (Marcelo Parra), Lisset (Ana de la Vega), Christina Pastor (Dora), Roberto Palazuelos (Santiago de la Vega "El Capitán"), Fiona Palomo (Vivi), Ela Velden (Gaby), Costanza Mirko (Mandy), Sergio Reynoso (avvocato), Francisco Avendaño (gioielliere), José Luiz Badalt (Pedro Amezcua).

## Cara a cara
- Titolo originale: Cara a cara
- Diretto da: Chava Cartas
- Scritto da: Paola Pérez De La Garza

### Trama
Mentre Daniel prova a far legare Sofía e Vanessa, Bárbara cerca di dimenticare la notte passata con Max, attendendo con ansia il momento in cui, quella sera, riceverà da Nico l'anello di fidanzamento della famiglia de la Vega; intanto, rimprovera aspramente Jenny per essere andata alla festa in maschera senza il suo permesso. Dopo aver dato alla fidanzata l'anello, Bárbara e le amiche si spostano in un locale per festeggiare il fidanzamento, ma Nico tarda, andando invece a fare una passeggiata con Jenny in spiaggia. Max propone quindi a Bárbara una scommessa: se Nico non arriverà, andranno ancora a letto insieme. Una foto pubblicata da Gossip Girl, nella quale si vede Nico abbracciare Jenny, fa vincere a Max la scommessa, che consola Bárbara: i due si baciano, venendo però sorpresi da Sofía. Il giorno dopo, Bárbara lascia Nico, che non vuole più stare con lei solo per evitare la bancarotta alla sua famiglia, e Alicia Parra, madre di Daniel e Jenny, arriva ad Acapulco.
- Guest star: Margarita Muñoz (Vanessa García), Alexis Ayala (Emiliano Zaga), Eugenia Cauduro (Leonora Fuenmayor), Issabela Camil (Liliana López-Haro), Eduardo Victoria (Marcelo Parra), Carina Ricco (Alicia Parra), Lisset (Ana de la Vega), Polo Morín (Eric López-Haro), Christina Pastor (Dora), Roberto Palazuelos (Santiago de la Vega "El Capitán"), Fiona Palomo (Vivi), Ela Velden (Gaby), Costanza Mirko (Mandy), Luis Uribe (padre Tomás).

## Rostros vemos, fotos no sabemos
- Titolo originale: Rostros vemos, fotos no sabemos
- Diretto da: Chava Cartas
- Scritto da: Paola Pérez De La Garza

### Trama
Sofía fa una scenata a sua madre Liliana perché non vuole che si sposi con Emiliano Zaga, mentre Bárbara viene a sapere che suo padre, trasferitosi a Città del Messico dopo essersi scoperto gay, non tornerà più e ha chiesto il divorzio. I beni dei de la Vega vengono pignorati e Santiago indagato per frode: per questo motivo, la famiglia viene esclusa dal servizio fotografico della prestigiosa rivista Galas riguardante le famiglie più importanti di Acapulco. Al loro posto vengono inseriti i Parra e Marcelo decide di accettare solo per fare pubblicità all'hotel. Mentre le varie famiglie si preparano per la foto di gruppo, il giornalista, amico di Marcelo, gli mostra una foto dei vecchi tempi, nella quale si vedono lui e Liliana baciarsi. Poco tempo dopo, quando la rivista viene pubblicata, Marcelo, Alicia e Daniel scoprono che Jenny, l'unica di loro ad aver sostenuto l'intervista per Galas, ha raccontato solo bugie, descrivendo una vita lussuosa e mondana che in realtà i Parra non conducono.
- Guest star: Margarita Muñoz (Vanessa García), Alexis Ayala (Emiliano Zaga), Eugenia Cauduro (Leonora Fuenmayor), Issabela Camil (Liliana López-Haro), Eduardo Victoria (Marcelo Parra), Carina Ricco (Alicia Parra), Lisset (Ana de la Vega), Polo Morín (Eric López-Haro), Christina Pastor (Dora), Rogelio Guerra (don César de la Vega), Roberto Palazuelos (Santiago de la Vega "El Capitán"), Fiona Palomo (Vivi), Ela Velden (Gaby), Costanza Mirko (Mandy), Sergio Reynoso (avvocato), Ricardo Kleinbaum (Alvaro Rosas).

## El debut
- Titolo originale: El debut
- Diretto da: Chava Cartas
- Scritto da: Melissa Palazuelos

### Trama
È arrivato il giorno del ballo delle debuttanti, organizzato da Ceci López-Haro, nonna di Sofía; quest'ultima non ha intenzione di andare perché a Daniel non piace questo genere di cose, ma quando sente la nonna dire a Liliana di avere un cancro terminale, cambia idea e Daniel accetta di farle da accompagnatore. Ceci, detestando i Parra, prima offre dei soldi a Marcelo affinché Daniel non accompagni sua nipote, poi insulta il ragazzo, dicendo che non si troverà mai a suo agio nell'alta società. Quando Daniel racconta tutto a Sofía, la ragazza non gli crede e lo allontana. Intanto, Jenny decide di andare al ballo nonostante i genitori l'abbiano messa in castigo e viene colta dalla gelosia nel vedere Nico insieme a Bárbara. Questi ultimi vanno a letto insieme per la prima volta, mentre Jenny, tornata a casa, sorprende Daniel e Vanessa che si baciano.
- Guest star: Margarita Muñoz (Vanessa García), Issabela Camil (Liliana López-Haro), Eduardo Victoria (Marcelo Parra), Carina Ricco (Alicia Parra), Brandon Peniche (Poncho Díaz-Navarro), Polo Morín (Eric López-Haro), Sharis Cid (Lucila), Norma Lazareno (Cecilia "Ceci" López-Haro), Fiona Palomo (Vivi), Ela Velden (Gaby), Costanza Mirko (Mandy), Alexis Ayala (Emiliano Zaga).

## El padre Harold
- Titolo originale: El padre Harold
- Diretto da: Chava Cartas
- Scritto da: Genaro Quiroga

### Trama
Il busto in pietra del padre fondatore della Harold's viene trovato rotto, con di fianco un cellulare contenente alcune foto di Sofía, Bárbara, Nico, Max e Daniel insieme al busto: la preside minaccia di espellerli tutti e cinque se il colpevole non confesserà. Il gruppo decide di mantenere il silenzio, anche se Daniel è dubbioso perché, essendo povero, ha più da perdere rispetto a Sofía, con la quale è tornato insieme, e agli altri. Bárbara, vedendo Max giocare con la chiave della teca dov'era custodito il busto, la sequestra e la nasconde in un cassetto di camera sua, dove viene trovata da Nico, che, pensando sia stata Bárbara a rompere il busto, va dalla preside e si prende la colpa. La donna, però, capisce che il colpevole non è lui e alla fine, per non danneggiare Daniel, Sofía confessa di essere stata lei ad aprire la teca. Bárbara, dopo aver letto la lettera d'amore scrittale da Nico, decide di rimettersi con lui.
- Guest star: Margarita Muñoz (Vanessa García), Alexis Ayala (Emiliano Zaga), Issabela Camil (Liliana López-Haro), Eduardo Victoria (Marcelo Parra), Carina Ricco (Alicia Parra), Fiona Palomo (Vivi), Ela Velden (Gaby), Costanza Mirko (Mandy), Lizetta Romo (preside), Jorge De Marin (professore), José Luis Badalt (Pedro Amezcua).

## La caída
- Titolo originale: La caída
- Diretto da: Chava Cartas
- Scritto da: Víctor Franco

### Trama
Una foto di Sofía che compra un test di gravidanza viene pubblicata da Gossip Girl, creando scandalo e facendo temere a Daniel che la ragazza lo abbia tradito, visto che non sono ancora andati a letto insieme. Per non perdere Daniel, la ragazza gli confessa che in realtà il test è per Bárbara, che ha un ritardo, ma si rifiuta di affrontare la realtà; gli dice, inoltre, che il padre del bambino dell'amica potrebbe essere Max, ignara che Jenny stia origliando. Sperando che Max possa convincere Bárbara a sottoporsi al test, Sofía gli parla della situazione, venendo così a sapere che Bárbara e Nico sono andati a letto insieme. Arrabbiata per esserne stata tenuta all'oscuro, la ragazza litiga con Bárbara, ma fanno pace quando quest'ultima si decide a fare il test, che dà esito negativo. Soddisfatta, Bárbara snobba brutalmente Max, e poco dopo viene pubblicato da Gossip Girl un tweet che rivela la probabile gravidanza della ragazza. Nico, scoprendo da Jenny che Max è andato a letto con la sua ragazza, litiga con lui e rompe con Bárbara. Quest'ultima, disperata, chiede alla madre di farle lasciare Acapulco.
- Guest star: Margarita Muñoz (Vanessa García), Eugenia Cauduro (Leonora Fuenmayor), Eduardo Victoria (Marcelo Parra), Carina Ricco (Alicia Parra), Polo Morín (Eric López-Haro), Fiona Palomo (Vivi), Ela Velden (Gaby), Costanza Mirko (Mandy).

## El castigo
- Titolo originale: El castigo
- Diretto da: Chava Cartas
- Scritto da: Víctor Franco

### Trama
Bárbara torna a scuola, dove scopre di essere stata detronizzata e, non sopportando le critiche altrui, prega la madre di farle finire la scuola lontano da Acapulco, ma Sofía riesce a fermare la migliore amica poco prima della partenza, promettendole di aiutarla e restare al suo fianco per superare il momento. Intanto, Jenny comincia a integrarsi nel gruppo delle ex tirapiedi di Bárbara, prendendone il posto dopo essere diventata la ragazza di Paulo San Román, fratello di Vivi. Nico, invece, ha seri problemi finanziari e, nella speranza di trovare dei soldi, gioca a poker l'orologio regalatogli dal nonno, perdendo. Chiede quindi a Sofía di prestargli diecimila dollari, ma, di fronte alla reazione sconcertata della ragazza, sceglie di andare a letto per denaro con Lucila, un'amica della madre.
- Guest star: Margarita Muñoz (Vanessa García), Eugenia Cauduro (Leonora Fuenmayor), Issabela Camil (Liliana López-Haro), Eduardo Victoria (Marcelo Parra), Polo Morín (Eric López-Haro), Roberto Carlo (Paulo San Román), Carina Ricco (Alicia Parra), Christina Pastor (Dora), Brandon Peniche (Poncho Díaz-Navarro), Luis Uribe (padre Tomás), Sharis Cid (Lucila), Moderatto (se stessi), Fiona Palomo (Vivi), Costanza Mirko (Mandy), Ela Velden (Gaby), Regina Pavón (Pamelita), Fidel Cerda (giocatore di poker).

## Feliz cumpleaños
- Titolo originale: Feliz cumpleaños
- Diretto da: Chava Cartas
- Scritto da: Melissa Palazuelos

### Trama
Mentre Sofía inizia a ricevere degli strani regali anonimi, Jenny non riesce a stare al passo con la vita opulenta di Acapulco e, avendo bisogno di denaro, ruba un Carolina Herrera dall'armadio della madre di Vivi, rivendendolo a un banco di pegni. Quando apprende con sgomento che il furto è stato scoperto, recupera il vestito, ma, arrivata a casa, viene sorpresa dalle amiche e da Bárbara, che le ha organizzato una festa di compleanno a sorpresa con il fine segreto di umiliarla. Marcelo impone a Jenny di andare a restituire il vestito, ma Daniel la sostituisce, sorprendendo Paulo ed Eric che si baciano; Paulo racconta quindi a Jenny che la loro storia è tutta una messinscena e che dirà che il vestito è un suo regalo se resteranno insieme, a patto che lei non riveli la sua omosessualità. Jenny accetta e il giorno dopo partecipa alla festa in onore di Paulo come sua fidanzata: Bárbara, però, è convinta che ci sia qualcosa di strano e, frugando nel computer di Paulo, scopre che frequenta siti per gay.
- Guest star: Margarita Muñoz (Vanessa García), Alexis Ayala (Emiliano Zaga), Issabela Camil (Liliana López-Haro), Eduardo Victoria (Marcelo Parra), Polo Morín (Eric López-Haro), Roberto Carlo (Paulo San Román), Carina Ricco (Alicia Parra), Sharis Cid (Lucila), Paty Cantú (se stessa), Fiona Palomo (Vivi), Costanza Mirko (Mandy), Ela Velden (Gaby), Regina Pavón (Pamelita), Adriana Lafan (Florencia "Flor").

## La inauguración
- Titolo originale: La inauguración
- Diretto da: Chava Cartas
- Scritto da: Paola Pérez De La Garza

### Trama
All'hotel Boca Chica arriva l'amante di Alicia, Evandro, mettendo in crisi il rapporto tra la donna e Marcelo, che decidono di lasciarsi. Intanto, Gossip Girl pubblica la notizia che Paulo è gay, ma Jenny lo nega, dicendo di essere andata a letto con lui. Bárbara decide così di trovare prove più consistenti e pedina il ragazzo, scattando una foto di lui ed Eric insieme. Quella sera, all'inaugurazione del Boca Chica, Bárbara mostra la foto a Jenny, Paulo e le altre ragazze, e, poiché Paulo nega ancora, la pubblica su Gossip Girl con il permesso di Eric, che fino a quel momento aveva cercato di proteggere. Liliana rimane sconvolta nello scoprire che il figlio è gay, e Alicia decide di tornare in Argentina portando Jenny con sé per tenerla lontana un po' di tempo dall'ambiente opulento di Acapulco. Poco dopo, Ceci s'introduce in un'area ancora incompleta del Boca Chica, togliendo il cordone che ne impediva l'accesso, e cade dalle scale, rovinando così sul nascere la reputazione dell'hotel. All'ospedale dove la donna viene ricoverata, Liliana apprende che non è vero che la madre ha il cancro e, a causa di questa bugia, rompe ogni legame con lei; poco dopo, viene raggiunta da Marcelo, che le annuncia la fine del matrimonio con Alicia, dichiarandole il suo amore e baciandola.
Parallelamente, Nico s'indebita sempre di più giocando a poker, ma Max lo salva dagli aguzzini, pagando tutti i debiti contratti dall'amico.
- Guest star: Margarita Muñoz (Vanessa García), Alexis Ayala (Emiliano Zaga), Issabela Camil (Liliana López-Haro), Eduardo Victoria (Marcelo Parra), Polo Morín (Eric López-Haro), Roberto Carlo (Paulo San Román), Carina Ricco (Alicia Parra), Brandon Peniche (Poncho Díaz-Navarro), Norma Lazareno (Cecilia "Ceci" López-Haro), Fiona Palomo (Vivi), Costanza Mirko (Mandy), Ela Velden (Gaby), Regina Pavón (Pamelita), Demian Larrine (Evandro), Gerardo Albarrán (Carlos Pascual), Fidel Cerda (giocatore di poker), Roberto Miquel (dottor Urbina).

## 12 uvas
- Titolo originale: 12 uvas
- Diretto da: Chava Cartas
- Scritto da: Paola Pérez De La Garza

### Trama
È il 31 dicembre e Bárbara attende con trepidazione l'arrivo del padre Gerardo, organizzando tutto in modo che l'uomo decida di restare ad Acapulco, ma rimane delusa nel vederlo sopraggiungere con il compagno Claudio e, soprattutto, dall'annuncio che hanno comprato casa insieme a Città del Messico. Quando, però, scopre che nella nuova casa c'è una camera anche per lei e che può raggiungerli quando vuole, la ragazza accetta la separazione dal padre.
Sofía scopre che sua madre sta per partire con Marcelo e le chiede di rinunciare a lui perché ama Daniel: Liliana decide di ascoltare le parole della figlia e non si presenta all'aeroporto; intanto, Sofía organizza una caccia al tesoro, che conduca a lei, come regalo di Natale per Daniel, ma la busta con il primo indizio, consegnata a Vanessa, non viene recapitata. Chiarito l'equivoco, la coppia fa l'amore per la prima volta e Daniel chiede a Vanessa di andarsene dal Boca Chica, mentre Nico apprende da suo nonno che suo padre è scomparso.
Quella sera, alla festa di Capodanno di Emiliano Zaga, Max s'impegna per conquistare Bárbara, mentre Marcelo arriva per parlare con Liliana proprio mentre la donna accetta la proposta di matrimonio di Emiliano. Poco dopo, nel ballare con Daniel, Sofía rimane turbata nello scorgere una ragazza bruna tra la folla.
- Guest star: Margarita Muñoz (Vanessa García), Esmeralda Pimentel (Francesca Ruíz De Hinojosa), Eugenia Cauduro (Leonora Fuenmayor), Alexis Ayala (Emiliano Zaga), Issabela Camil (Liliana López-Haro), Eduardo Victoria (Marcelo Parra), Polo Morín (Eric López-Haro), Christina Pastor (Dora), Lisset (Ana de la Vega), Juan Ríos (Gerardo Fuenmayor), Rogelio Guerra (don César de la Vega), Norma Lazareno (Cecilia "Ceci" López-Haro), Fiona Palomo (Vivi), Costanza Mirko (Mandy), Ela Velden (Gaby), Sacha Marcus (Claudio).

## Amistades perdidas
- Titolo originale: Amistades perdidas
- Diretto da: Chava Cartas
- Scritto da: Melissa Palazuelos

### Trama
Mentre Max e Bárbara escono insieme, Sofía incontra la sua vecchia amica Francesca, da poco tornata ad Acapulco. Le due ragazze escono a divertirsi insieme a Daniel e Vanessa, e durante la serata, rimasta a tu per tu con Vanessa, Francesca le intima di stare lontana dal fidanzato dell'amica, altrimenti se ne pentirà. Il giorno dopo, chiedendo a Daniel il suo cellulare per fare una telefonata, Francesca scambia alcuni messaggi con Vanessa spacciandosi per il ragazzo, nei quali le chiede rudemente di andarsene dal Boca Chica: ferita, Vanessa prepara i bagagli.
Intanto, Leonora rimane colpita dal talento di Jenny, offrendole di lavorare con lei all'atelier e aiutarla nell'organizzazione dell'Always Fashion Show, ma rimanda la sua proposta non appena scopre che la ragazza è minorenne. Jenny torna a casa delusa, ma si ripresenta all'atelier quando si accorge di avervi dimenticato un bozzetto. Qui si offre di ricopiare alcuni bozzetti urgenti, rovinati da un'assistente, e Leonora decide di assumerla nonostante abbia sedici anni. Jenny inizia così a lavorare per la stilista, inventando delle scuse e mentendo per saltare la scuola.
- Guest star: Margarita Muñoz (Vanessa García), Esmeralda Pimentel (Francesca Ruíz De Hinojosa), Eugenia Cauduro (Leonora Fuenmayor), Alexis Ayala (Emiliano Zaga), Issabela Camil (Liliana López-Haro), Eduardo Victoria (Marcelo Parra), Carla Mauri (se stessa), Sol Méndez (Isabel), Regina Pavón (Pamelita).

## Pasarela de envidias
- Titolo originale: Pasarela de envidias
- Diretto da: Chava Cartas
- Scritto da: Melissa Palazuelos

### Trama
Mentre Jenny aiuta Leonora ad organizzare l'Always Fashion Show, Bárbara rimane delusa dal fatto che Sofía, con la quale negli anni passati aveva sempre osservato la sfilata da dietro le quinte, siederà invece in prima fila con Francesca. Le due amiche litigano e, sapendo che la decisione dei posti è stata anche consigliata da Jenny, Bárbara decide di fargliela pagare: prima informa Marcelo che la figlia salta la scuola da una settimana, poi fa sparire le modelle poco prima che la sfilata cominci. Jenny riesce però a cavarsela arruolando al loro posto Sofía, Francesca e altre ragazze: per vendicarsi, Bárbara fa indossare per il gran finale a Sofía un vestito disegnato da Jenny, che, contro le aspettative, riscuote un grande successo. Dopo aver appreso che dietro lo scambio di abiti c'è Bárbara e sospettando anche che sia stata lei a inviare alcune sue foto a Daniel, Sofía dice all'amica che da quel momento non rimarrà più in disparte per non farla sfigurare e sarà se stessa. Dopo la sfilata, Sofía, Francesca e Daniel si ubriacano, finendo a letto tutti insieme, mentre Bárbara sorprende Max e Francesca baciarsi. Poiché il padre non vuole farle seguire il suo sogno, Jenny si trasferisce a vivere da Nico, mentre Vanessa trova lavoro al B Pichilingue, l'hotel degli Zaga dove vive Sofía con la sua famiglia.
- Guest star: Margarita Muñoz (Vanessa García), Esmeralda Pimentel (Francesca Ruíz De Hinojosa), Eugenia Cauduro (Leonora Fuenmayor), Christina Pastor (Dora), Eduardo Victoria (Marcelo Parra), Fiona Palomo (Vivi), Costanza Mirko (Mandy), Ela Velden (Gaby), Sol Méndez (Isabel), Jaime Lozano (Genaro), Regina Pavón (Pamelita), Argelia Curiel (receptionist Ana).

## Una nueva enemiga
- Titolo originale: Una nueva enemiga
- Diretto da: Chava Cartas
- Scritto da: Victor Franco

### Trama
Jenny, trasferitasi temporaneamente a casa di Nico, incontra la modella Katia, che cerca di farle capire che Leonora la sta solamente usando e si prende il merito delle sue creazioni; la ragazza, però, continua a lavorare per la donna per realizzare il suo sogno, mentre Nico è preoccupato per le persone che Jenny frequenta e ne parla con Daniel. Quest'ultimo chiede quindi a Leonora di licenziare Jenny, ma la donna non lo fa. Intanto, Max cerca di farsi perdonare da Bárbara, mentre Sofía è perseguitata da Francesca, che vuole sempre stare con lei. Francesca, inoltre, prende di mira Vanessa e la rinchiude nella cella frigorifera dell'hotel, ma la ragazza viene trovata da Sofía e Daniel, preoccupati per la sua scomparsa.
- Guest star: Margarita Muñoz (Vanessa García), Esmeralda Pimentel (Francesca Ruíz De Hinojosa), Eugenia Cauduro (Leonora Fuenmayor), Alexis Ayala (Emiliano Zaga), Issabela Camil (Liliana López-Haro), Eduardo Victoria (Marcelo Parra), Polo Morín (Eric López-Haro), Paula Marcellini (Katia), Pepe Olivares (Fabrizio), Jaime Lozano (Genaro), Ricardo Silva (chef).

## Borrando el pasado
- Titolo originale: Borrando el pasado
- Diretto da: Chava Cartas
- Scritto da: Victor Franco

### Trama
Vanessa viene ricoverata in ospedale, vegliata da Daniel e Marcelo. Intanto, Francesca ammette di aver cercato di uccidere Vanessa, ma minaccia Sofía di portare alla polizia il video in cui la si vede spingere suo fratello Ricardo, che finisce a terra senza più muoversi. Non sapendo cosa fare, Sofía chiede l'aiuto di Bárbara, raccontandole delle minacce di Francesca. Insieme a Max e Nico, Bárbara s'introduce in casa della ragazza, dove trovano un muro completamente tappezzato di foto di Sofía e il resto del video, dal quale si scopre che Ricardo era solo svenuto. Sollevata, Sofía chiama i genitori di Francesca, che portano la figlia in Canada. Nel frattempo, Jenny se ne va da casa di Nico perché lui continua a rimproverarla per il suo comportamento e accetta l'aiuto di Katia; inoltre, si licenzia dall'atelier di Leonora e porta via tutte le sue cose.
- Guest star: Margarita Muñoz (Vanessa García), Esmeralda Pimentel (Francesca Ruíz De Hinojosa), Eugenia Cauduro (Leonora Fuenmayor), Brandon Peniche (Poncho Díaz-Navarro), Issabela Camil (Liliana López-Haro), Eduardo Victoria (Marcelo Parra), Paula Marcellini (Katia), Claudio Baez (Eugenio Ruíz De Hinojosa), Diana Golden (Paulina De Ruíz De Hinojosa), José Pablo Minor (Ricardo "Ricky" Ruíz De Hinojosa).

## Camino perdido
- Titolo originale: Camino perdido
- Diretto da: Chava Cartas
- Scritto da: Paola Pérez De La Garza

### Trama
Mentre Bárbara esce con Poncho per far ingelosire Max, Emiliano e Lili organizzano un'esposizione d'arte, alla quale Jenny ha intenzione d'intrufolarsi in segreto con Katia per presentare la sua linea di moda. Marcelo e Daniel apprendono da Vanessa, ancora ricoverata in ospedale, il piano di Jenny e vanno a casa di Nico a cercarla, scoprendo, però, che se n'è andata; i tre cercano comunque di fermarla, ma arrivano tardi, proprio mentre comincia la sfilata. Anche se gli ospiti rimangono piacevolmente sorpresi dai vestiti disegnati da Jenny, Marcelo è invece deluso dal comportamento della figlia e accetta le parole di conforto di Liliana: la coppia si bacia, anche se la donna si sposerà con Emiliano nel giro di poche ore. Nel frattempo, mentre Sofía cerca di capire se la sua relazione con Daniel è davvero finita, Eric conosce Mauricio, commesso di una boutique di La Isla, e se ne innamora. I due decidono di andare insieme alla festa di Emiliano, ma, quando Mauricio si presenta al banco dell'accettazione, Lili, memore delle parole di Emiliano sul non mettere in imbarazzo la famiglia, gli dice che Eric è arrivato con la sua fidanzata Jenny. Mauricio si arrabbia con Eric, ma fanno pace quando Eric gli spiega il sabotaggio attuato da sua madre.
- Guest star: Margarita Muñoz (Vanessa García), Brandon Peniche (Poncho Díaz-Navarro), Aldo Guerra (Mauricio Burgaleta), Alejandro Camargo (dottor Ignacio), Christina Pastor (Dora), Alexis Ayala (Emiliano Zaga), Issabela Camil (Liliana López-Haro), Eduardo Victoria (Marcelo Parra), Polo Morín (Eric López-Haro), Paula Marcellini (Katia), Fiona Palomo (Vivi), Ela Velden (Gaby).

## Novia otra vez
- Titolo originale: Novia otra vez
- Diretto da: Chava Cartas
- Scritto da: Paola Pérez De La Garza

### Trama
Liliana e Marcelo vanno a letto insieme, ma la donna decide comunque di sposare Emiliano nonostante Marcelo cerchi di farle cambiare idea. Bárbara scopre che una delle sue collane è sparita e Max, dopo aver visto Poncho venderla a un contrabbandiere, la ricopra e gliela restituisce al matrimonio, rivelandole che l'aveva rubata Poncho. Bárbara e Max si mettono insieme, mentre Sofía lascia Daniel perché sono troppo diversi. Il giorno dopo, Bárbara si appresta a partire per New York con Max, ma il ragazzo l'abbandona all'aeroporto, lasciandola partire da sola, dopo che il padre gli fa un discorso su come una relazione seria implichi delle responsabilità che lo cambieranno.
Intanto, Vanessa torna a vivere all'hotel Boca Chica ed esce con il dottor Ignacio, mentre Jenny cerca di creare il proprio marchio, ma, essendo minorenne, ha bisogno della firma dei genitori: Marcelo, però, gliela nega e la ragazza va a vivere da Katia.
- Guest star: Margarita Muñoz (Vanessa García), Brandon Peniche (Poncho Díaz-Navarro), Aldo Guerra (Mauricio Burgaleta), Alejandro Camargo (dottor Ignacio), Alexis Ayala (Emiliano Zaga), Issabela Camil (Liliana López-Haro), Eduardo Victoria (Marcelo Parra), Polo Morín (Eric López-Haro), Paula Marcellini (Katia), Pedro Antonio Mendez (rappresentante), Alex de la Peña (contrabbandiere).

## Bajo la tierra
- Titolo originale: Bajo la tierra
- Diretto da: Chava Cartas
- Scritto da: Melissa Palazuelos

### Trama
Liliana ed Emiliano hanno un incidente d'auto nel quale l'uomo muore. Per il funerale arriva ad Acapulco il fratello del defunto, Federico Zaga, che mostra a Max delle foto in cui si vedono Liliana e Marcelo baciarsi. Il ragazzo si presenta così alla funzione ubriaco e caccia Daniel, accusando Marcelo dell'incidente. Poco dopo, scopre da una lettera lasciatagli dal padre che l'uomo gli voleva bene e di essere diventato il socio di maggioranza dell'impero finanziario di famiglia.
Intanto, Jenny decide di contattare da sola i probabili finanziatori trovati da Katia, che, scopertolo, si arrabbia, le brucia i vestiti e la caccia di casa. Jenny torna così all'hotel Boca Chica, dove il padre l'accoglie a braccia aperte; contemporaneamente, Daniel trascorre la serata con una ragazza.
- Guest star: Margarita Muñoz (Vanessa García), Aldo Guerra (Mauricio Burgaleta), Alejandro Camargo (dottor Ignacio), Issabela Camil (Liliana López-Haro), Eduardo Victoria (Marcelo Parra), Polo Morín (Eric López-Haro), Paula Marcellini (Katia), Josemaría Torre Hütt (Federico Zaga), Aislinn Derbez (Giovanna), Rogelio Guerra (don César de la Vega), Norma Lazareno (Cecilia "Ceci" López-Haro), Roberto Miquel (dottor Urbina).

## El fantasma de Max
- Titolo originale: El fantasma de Max
- Diretto da: Chava Cartas
- Scritto da: Genaro Quiroga

### Trama
Federico organizza un party dei dirigenti dell'impero degli Zaga durante il quale fa trovare il nipote, ubriaco e con due ragazze mezze svestite, dai membri del consiglio d'amministrazione. Non avendo rispettato la clausola etica del contratto, Max perde la sua eredità e lo zio gli consegna un biglietto di sola andata per l'Irlanda. Intanto, Mauricio comunica a Eric di essere diventato dirigente della boutique a Città del Messico, dove dovrà trasferirsi.
- Guest star: Margarita Muñoz (Vanessa García), Aldo Guerra (Mauricio Burgaleta), Alejandro Camargo (dottor Ignacio), Issabela Camil (Liliana López-Haro), Eduardo Victoria (Marcelo Parra), Polo Morín (Eric López-Haro), Christina Pastor (Dora), Josemaría Torre Hütt (Federico Zaga), Aislinn Derbez (Giovanna), Alejandro Tomassi (Ricardo Montalvo), Moderatto (se stessi), Fiona Palomo (Vivi), Costanza Mirko (Mandy), Ela Velden (Gaby), Regina Pavón (Pamelita), Argelia Curiel (receptionist Ana).

## La sustituta
- Titolo originale: La sustituta
- Diretto da: Chava Cartas
- Scritto da: Victor Franco

### Trama
Daniel scopre che la ragazza con cui sta uscendo è Giovanna Arismendi, l'esaminatrice dell'International Subject Test che gli studenti della Harold's devono sostenere. Intanto, Bárbara cerca di scoprire dove è finito Max ed è disposta anche ad andare a letto con Federico per scoprirlo: l'uomo, però, la rifiuta, dandole comunque l'indirizzo del locale in cui è il nipote. Tornato a casa, Max scopre che esiste un testamento più recente di Emiliano, nel quale Lili viene indicata come sua tutrice al posto di Federico. Quest'ultimo è così costretto ad abbandonare la poltrona di dirigente dell'impero degli Zaga e ad andarsene, ma, per vendetta, mostra a Max le foto di Bárbara che si spoglia nel suo appartamento, portando il ragazzo ad allontanarla.
Nel frattempo, il padre di Nico, Santiago de la Vega, viene ritrovato in un ospedale, vittima di amnesia, mentre Ignacio comunica a Vanessa che dovrà partire per la Somalia con Medici Senza Frontiere: la ragazza pensa di lasciarlo, ma lui le offre di seguirlo.
- Guest star: Margarita Muñoz (Vanessa García), Alejandro Camargo (dottor Ignacio), Issabela Camil (Liliana López-Haro), Eduardo Victoria (Marcelo Parra), Josemaría Torre Hütt (Federico Zaga), Aislinn Derbez (Giovanna), Lisset (Ana de la Vega), Roberto Palazuelos (Santiago de la Vega "El Capitán"), Fiona Palomo (Vivi), Costanza Mirko (Mandy), Ela Velden (Gaby), Roberto Miquel (dottor Urbina), Argelia Curiel (receptionist Ana).

## Prueba de vida
- Titolo originale: Prueba de vida
- Diretto da: Chava Cartas
- Scritto da: Victor Franco

### Trama
Bárbara, infuriata per essere stata superata da Daniel all'International Subject Test, segue Giovanna al Boca Chica per trovare le prove della sua relazione con Daniel, che ha intuito grazie gli sguardi tra il ragazzo e la professoressa nel corso dell'esame. Entrata in camera di Vanessa, Bárbara trova sul suo computer la foto del bacio tra Daniel e Giovanna, la stampa e ne distribuisce copie per tutta la scuola. La direttrice convoca Giovanna, che nega che la cosa sia mai avvenuta, e Daniel, che invece ammette tutto, ma giura che, dopo aver scoperto la vera identità della professoressa, tra loro non c'è stato più niente. Per non essere espulso, porta alla direttrice i video di sorveglianza dell'hotel, dai quali si vede che l'incontro tra Daniel e Giovanna è avvenuto prima dell'esame, ma viene cacciato lo stesso; tuttavia, la direttrice gli permette di rifare il test dietro richiesta di Giovanna, a sua volta pregata da Marcelo, che assicura alla donna di non aver suggerito nessuna risposta al ragazzo.
Intanto, Nico scopre che suo padre non ha davvero perso la memoria, ma, nonostante le preghiere della moglie, Santiago se ne va da Acapulco.
- Guest star: Margarita Muñoz (Vanessa García), Issabela Camil (Liliana López-Haro), Eduardo Victoria (Marcelo Parra), Aislinn Derbez (Giovanna), Lisset (Ana de la Vega), Rogelio Guerra (don César de la Vega), Roberto Palazuelos (Santiago de la Vega "El Capitán"), Fiona Palomo (Vivi), Costanza Mirko (Mandy), Ela Velden (Gaby), Lizetta Romo (preside), Argelia Curiel (receptionist Ana).

## Hasta pronto
- Titolo originale: Hasta pronto
- Diretto da: Chava Cartas
- Scritto da: Melissa Palazuelos

### Trama
È arrivata l'estate e il momento di diplomarsi. Quando, però, Gossip Girl pubblica un tweet nel quale definisce Nico e Bárbara due sgualdrine e Sofía un'assassina, quest'ultima decide di scoprire l'identità della twittera, dandole un appuntamento al B Pichilingue, altrimenti rivelerà la sua identità. Gossip Girl non si presenta, ma il suo tweet spinge Sofía a raccontare a Daniel del fratello di Francesca. Intanto, Max obbliga Lili a raccontare a Marcelo che venti anni prima ha avuto un figlio da lui, Mariano, che ha dato in adozione e vive a Città del Messico: i due partono quindi per provare a incontrarlo. Bárbara messaggia con Lord93, un ragazzo conosciuto su un sito d'incontri, e fissa un appuntamento al ristorante, al quale si presenta Max, che però nega di essere Lord93 e di averla incontrata lì per caso. Nel frattempo, mentre Francesca s'iscrive alla Harold's, Nico confessa a Sofía i suoi sentimenti, che la ragazza ricambia, e Vanessa, già in aeroporto con Ignacio, decide di restare ad Acapulco e torna insieme a Daniel, che si è accorto di essere ancora innamorato di lei.
- Guest star: Margarita Muñoz (Vanessa García), Esmeralda Pimentel (Francesca Ruíz De Hinojosa), Alejandro Camargo (dottor Ignacio), Issabela Camil (Liliana López-Haro), Eduardo Victoria (Marcelo Parra), Polo Morín (Eric López-Haro), Christina Pastor (Dora), Alejandro Tomassi (Ricardo Montalvo), Alejandro Maldonado (se stesso), Fiona Palomo (Vivi), Costanza Mirko (Mandy), Ela Velden (Gaby), Claudio Baez (Eugenio Ruíz De Hinojosa), Diana Golden (Paulina De Ruíz De Hinojosa), Lizetta Romo (preside).